# Anomalocaris
Anomalocaris ("tôm bất thường") là một chi Anomalocarididae, một họ động vật được xem là họ hàng gần của tổ tiên arthropoda. Hóa thạch Anomalocaris đầu tiên được phát hiện bởi Joseph Frederick Whiteaves, một hóa thạch khác phát hiện bởi Charles Doolittle Walcott.

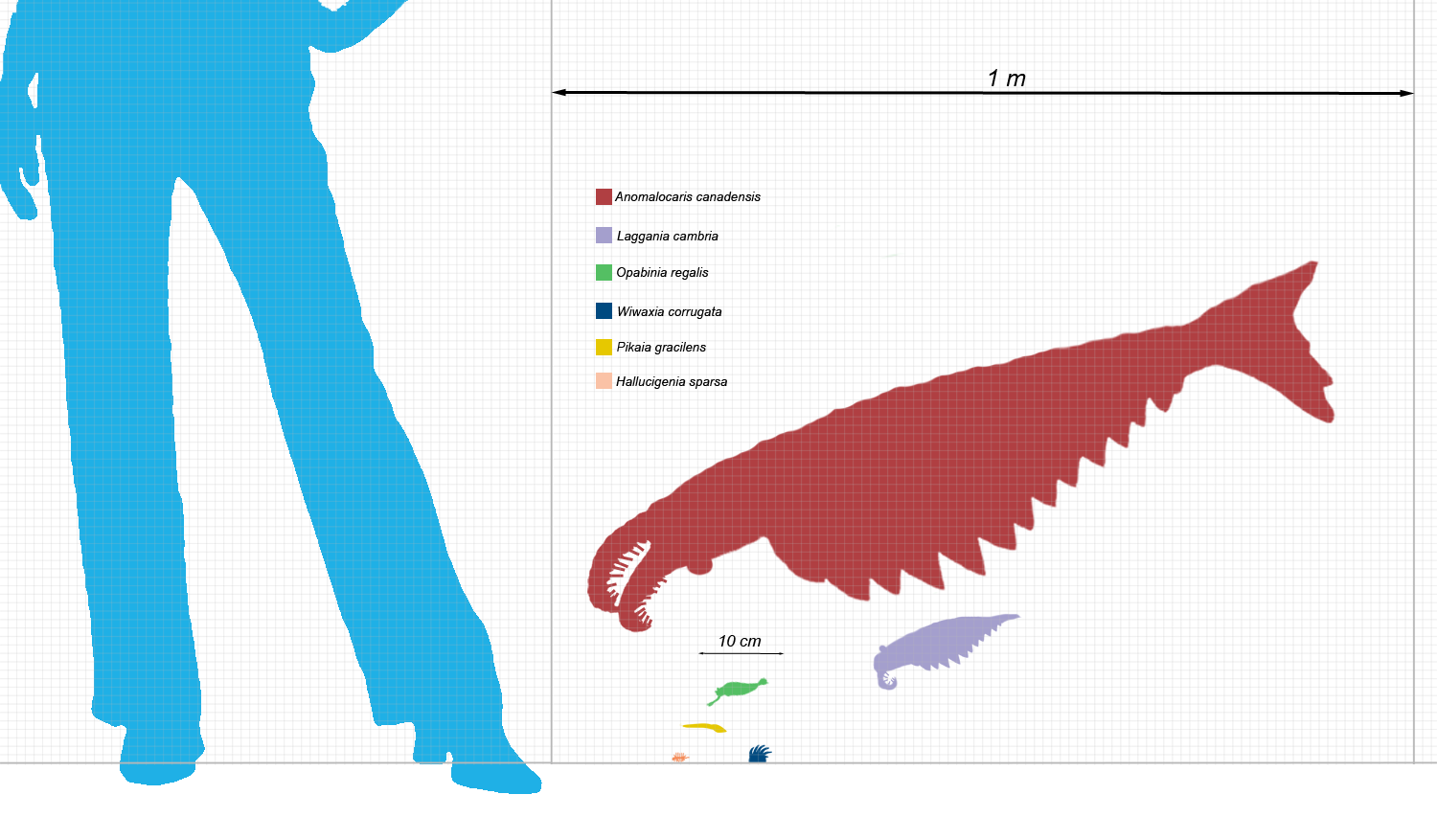
So sánh kích thước Anomalocaris (đỏ) với người.

Anomalocaris được cho là động vật ăn thịt. Nó đẩy mình trong nước bởi các thủy chuyển động linh hoạt chạy dọc theo người nó. Vào thời nó sống, Anomalocaris thực sự là một sinh vật khổng long, với chiều dài tối đa hai mét.